# Лунвож (приток Вонды)
Лунвож (устар. Лун-Вож) — река в России, течёт по территории городского округа Усинск Республики Коми и Заполярного района Ненецкого автономного округа. Впадает слева в реку Вонда в 35 км от устья последней, на высоте 53 м над уровнем моря. Длина реки составляет 26 км.

## Данные водного реестра
По данным государственного водного реестра России относится к Двинско-Печорскому бассейновому округу, водохозяйственный участок реки — Печора от водомерного поста Усть-Цильма и до устья, речной подбассейн реки — бассейны притоков Печоры ниже впадения Усы. Речной бассейн реки — Печора.
В данных геоинформационной системы водохозяйственного районирования территории РФ, подготовленной Федеральным агентством водных ресурсов записана как Лун-Вож:
- Код водного объекта в государственном водном реестре — 03050300212103000082257
- Код по гидрологической изученности (ГИ) — 103008225
- Код бассейна — 03.05.03.002
- Номер тома по ГИ — 03
- Выпуск по ГИ — 0